# Institut für Qualität und Wirtschaftlichkeit im Gesundheitswesen
Das Institut für Qualität und Wirtschaftlichkeit im Gesundheitswesen (IQWiG) wurde 2004 im Zuge der Umsetzung des GKV-Modernisierungsgesetzes als Zweckbetrieb der gemeinnützigen Stiftung für Qualität und Wirtschaftlichkeit im Gesundheitswesen gegründet, um die Qualität und Wirtschaftlichkeit der Patientenversorgung in Deutschland zu verbessern. Die Trägerstiftung wurde vom Gemeinsamen Bundesausschuss errichtet. Die gesetzlichen Grundlagen und Aufgaben wurden seitdem durch mehrere Gesundheitsreformen angepasst und erweitert. Hauptaufgaben des fachlich unabhängigen wissenschaftlichen Instituts sind
- die evidenzbasierte Bewertung des aktuellen medizinischen Wissensstandes zu diagnostischen und therapeutischen Verfahren
- die Bewertung von evidenzbasierten Leitlinien
- Empfehlungen zu Disease-Management-Programmen
- allgemeinverständliche Gesundheitsinformationen.

Im Zentrum der Bewertungen stehen gemäß gesetzlichem Auftrag Nutzen und Schaden medizinischer Maßnahmen für  Patienten. Dabei werden insbesondere die Verbesserung des Gesundheitszustandes, eine Verkürzung der Krankheitsdauer, eine Verlängerung der Lebensdauer, eine Verringerung der Nebenwirkungen sowie eine Verbesserung der Lebensqualität berücksichtigt. Die Bewertungsergebnisse und weitere Informationen zu Erkrankungen und Gesundheitsthemen werden – allgemein verständlich aufbereitet – auf Gesundheitsinformation.de veröffentlicht.

## Organisation

### Trägerschaft
Rechtsträgerin des Instituts ist die Stiftung für Qualität und Wirtschaftlichkeit im Gesundheitswesen mit Sitz in Berlin. Der Stiftungsrat genehmigt unter anderem den Haushaltsplan des Instituts und bestellt den Vorstand. Der Stiftungsvorstand erledigt die laufenden Geschäfte und führt die Aufsicht über das IQWiG unter Wahrung der wissenschaftlichen und fachlichen Unabhängigkeit des Instituts. Die Bestellung der Institutsleitung erfolgt im Einvernehmen mit dem Bundesministerium für Gesundheit (BMG).

### Finanzierung
Das IQWiG arbeitet im System der gesetzlichen Krankenversicherung (GKV) und wird durch sogenannte Systemzuschläge nach § 139c SGB V finanziert. Diese setzen sich zusammen aus einem Zuschlag für jeden abzurechnenden Krankenhausfall (auch für Selbstzahler) sowie durch die zusätzliche Anhebung der Vergütung für die ambulante vertragsärztliche und vertragszahnärztliche Versorgung. Der Gemeinsame Bundesausschuss (G-BA) berechnet diesen Zuschlag jährlich neu. Er beinhaltet jeweils den Anteil für den G-BA, das IQWiG und das Institut für Qualitätssicherung und Transparenz im Gesundheitswesen (IQTIG).
Der Haushalt des Instituts liegt für 2021 bei 27,65 Millionen Euro.

### Auftraggeber, Gutachten und Methoden
Aufträge erhält das IQWiG ausschließlich (im Rahmen seiner gesetzlichen Aufgaben) vom BMG und vom G-BA. Der sogenannte Generalauftrag des Gemeinsamen Bundesausschusses (G-BA) ermöglicht es dem Institut außerdem, eigenständig Themen aufzugreifen und wissenschaftlich zu bearbeiten. Vom Jahr 2016 an hat der Gesetzgeber ein öffentliches Vorschlagsverfahren für die Bewertung von Untersuchungs- und Behandlungsverfahren, sogenannte HTA-Berichte (Health Technology Assessment) auf das IQWiG gemäß § 139b Abs. 5 SGB V übertragen.
Die Gutachten des IQWiG dienen dem G-BA als Grundlage für Entscheidungen zur Erstattung von Leistungen durch die gesetzlichen Krankenversicherungen (GKV). Zur Erfüllung seiner Aufgaben vergibt das IQWiG auch Forschungsaufträge an externe Sachverständige. Die Sachverständigen sind bei der Erfüllung dieser Aufträge an die vom IQWiG entwickelten Methoden gebunden.
Sowohl die Bewertungsergebnisse als auch das regelmäßig aktualisierte, auf den international anerkannten Standards der evidenzbasierten Medizin und der Gesundheitsökonomie basierende Methodenpapier des IQWiG werden auf der Website des Instituts veröffentlicht.

### Personal und Leitung
Die Stiftung wurde am 1. Juni 2004 gegründet. Das IQWiG nahm am 1. Oktober 2004 in Köln unter Leitung von Peter Sawicki mit elf weiteren Mitarbeitern seine Arbeit auf.
Der Diabetologe Peter Sawicki war zuvor Chefarzt der Abteilung für Innere Medizin des St.-Franziskus-Hospitals in Köln und Mitherausgeber des pharmakritischen Arznei-Telegramms gewesen.
Vom 1. September 2010 bis zum 31. März 2023 wurde das Institut von Jürgen Windeler geleitet, zuvor Leiter des Fachbereichs Evidenzbasierte Medizin des Medizinischen Dienstes des Spitzenverbandes Bund der Krankenkassen (MDS).
Seit dem 1. April 2023 leitet Thomas Kaiser, zuvor langjähriger Leiter des Ressorts Arzneimittelbewertung, das Institut. Michaela Eikermann ist seit 1. Juni 2024 stellvertretende Institutsleiterin.
Ende 2020 hatte das Institut einschließlich studentischer Hilfskräfte 246 Beschäftigte. Das starke Wachstum bildet die Ausweitung der gesetzlichen Aufgaben ab.

## Historie
In den meisten Staaten Europas gab es bereits vor der Gründung des IQWiG HTA-Institute zur Qualitätssicherung im Gesundheitswesen, z. B.:
- seit 1987 Swedish Agency for Health Technology Assessment and Assessment of Social Services (SBU) in Schweden
- seit 1995 Finnish Office for Health Technology Assessment (FinOHTA)  in Finnland
- seit 1997 Danish Centre for Health Technology Assessment (DACHET) in Dänemark
- seit 1999 National Institute for Health and Care Excellence (NICE) in Großbritannien.[8]

Sie alle orientieren sich an der Methodik der evidenzbasierten Medizin.

## Gesetzliche Grundlagen und Aufgaben
Im Zuge des GKV-Gesundheitsreformgesetzes (GKV-RefG) initiierte Bundesgesundheitsministerin Ulla Schmidt im Jahr 2000 im Geschäftsbereich des BMG die Einrichtung einer der ersten HTA-Institutionen in Deutschland: der Deutschen Agentur für Health Technology Assessment (HTA) beim Deutschen Institut für Medizinische Dokumentation und Information (DAHTA@DIMDI).

### GKV-Modernisierungsgesetz
Im Jahr 2004 wurde das IQWiG im Rahmen des GKV-Modernisierungsgesetzes auf der Grundlage der § 139a, § 139b, § 139c SGB V, als fachlich unabhängiges Institut mit der Bewertung von medizinischen Verfahren als zentraler Aufgabe gegründet. In den Folgejahren erweiterten verschiedene Gesundheitsreformgesetze das Aufgabenspektrum des Instituts.

### GKV-Wettbewerbsstärkungsgesetz
2007 kam mit dem GKV-Wettbewerbsstärkungsgesetz (GKV-WSG) die Kosten-Nutzen-Bewertung (KNB) von Arzneimitteln hinzu (§ 35b SGB V). Ursprünglich sollten die Ergebnisse Grundlage für Entscheidungen des Spitzenverbandes Bund der Krankenkassen über Höchstbeträge von Arzneimitteln sein. Für diese neue Aufgabe entwickelte das IQWiG in Zusammenarbeit mit externen Sachverständigen eine Methodik auf Basis der sogenannten Effizienzgrenze. Die erste KNB (zu Antidepressiva) wurde 2013 veröffentlicht. Allerdings hatte sich die Rechtslage durch das Arzneimittelmarktneuordnungsgesetz (AMNOG) im Jahr 2011 geändert: Seither ist eine KNB vornehmlich für den Fall vorgesehen, dass Preisverhandlungen nach der regelhaften frühen Nutzenbewertung scheitern und auch der Schiedsspruch angezweifelt wird. Dann können Hersteller oder der GKV-Spitzenverband eine KNB beim G-BA beantragen.

### Arzneimittelmarktneuordnungsgesetz
Das Arzneimittelmarktneuordnungsgesetz brachte 2011 das Verfahren der frühen Nutzenbewertung von Arzneimitteln in Verantwortung des G-BA ins System (§ 35a SGB V). Der G-BA beauftragt seither das IQWiG regelmäßig mit der Dossierbewertung, der wissenschaftlichen Bewertung des Dossiers, das der Hersteller für einen neuen Wirkstoff bei Markteintritt vorlegen muss. Darin ist ein Zusatznutzen des neuen Wirkstoffs oder eines Wirkstoffs in einem neu zugelassenen Anwendungsgebiet gegenüber der bisherigen Standardtherapie nachzuweisen. Am Zusatznutzen orientieren sich die anschließenden Preisverhandlungen des Herstellers mit Vertretern der GKV. Bis zum Inkrafttreten des AMNOG konnten die Hersteller die Preise für ihre Arzneimittel in Deutschland frei festlegen. Nach den Preisverhandlungen ändert sich heute oft der Betrag, der von der GKV erstattet wird.
Im April 2021 vergab der G-BA an das IQWiG einen Auftrag, dass es ein Konzept entwickeln soll, um das neue Instrument der anwendungsbegleitenden Datenerhebung (abD) zielgerichtet auch für Arzneimittel einer Wirkstoffklasse einsetzen zu können. Bei neuen Arzneimitteln, die mit einer geringen Aussagekraft zu Nutzen und Risiken auf den Markt kommen, kann der G-BA vom pharmazeutischen Unternehmer eine abD verlangen. Der Hersteller muss dann Daten aus der Behandlung mit diesem neuen Medikament nach bestimmten Kriterien erheben. Mit diesen „versorgungsnahen“ Daten wird eine bessere Datenbasis zur Bewertung des Zusatznutzens ermöglicht.

### GKV-Versorgungsstrukturgesetz
Das GKV-Versorgungsstrukturgesetz (GKV-VStG) im Jahr 2012 enthält die sogenannte Erprobungsregelung (§ 137e SGB V): Kommt der G-BA zu dem Schluss, dass eine Untersuchungs- und Behandlungsmethode das Potenzial einer erforderlichen Behandlungsalternative bietet, ihr Nutzen aber noch nicht hinreichend belegt ist, kann der G-BA eine Richtlinie zur Erprobung beschließen, um die notwendigen Erkenntnisse für die Bewertung des Nutzens der Methode durch eine wissenschaftliche Studie zu gewinnen. Der G-BA beauftragt regelhaft das IQWiG mit der Bewertung der Antragsunterlagen von Herstellern bzw. Antragstellern (Potenzialbewertung). Das 2. Gesetz zur Änderung arzneimittelrechtlicher und anderer Vorschriften erweiterte diese Regelung für Leistungen oder Maßnahmen zur Krankenbehandlung, die kein Arzneimittel sind und die nicht der Bewertung von Untersuchungs- und Behandlungsmethoden nach § 135 oder § 137c SGB V unterliegen, z. B. Heilmittel (§ 139d SGB V).

### GKV-Versorgungsstärkungsgesetz
Im GKV-Versorgungsstärkungsgesetz (GKV-VSG) wurde 2015 die Bewertung von Medizinprodukten initiiert: Neue und besonders invasive Untersuchungs- und Behandlungsmethoden (NUB) unterliegen demnach einer Methodenbewertung, wenn bei ihrer Anwendung Medizinprodukte hoher Risikoklassen (IIb oder III) zum Einsatz kommen und sie auf einem neuen theoretisch-wissenschaftlichen Konzept basieren (§ 137h SGB V).
Der Auftrag für ein öffentliches Vorschlagsverfahren für HTA-Berichte wurde mit dem GKV-VSG vom DIMDI aufs IQWiG übertragen (§ 139b 5 SGB V); seither können interessierte Einzelpersonen Vorschläge für wissenschaftliche Bewertungen beim IQWiG einreichen. Das Verfahren startete im Jahr 2016 unter dem Namen „ThemenCheck Medizin“. Das Gesetz bestätigt außerdem die Beteiligung des Instituts an internationalen Projekten wie European network for Health Technology Assessment (EUnetHTA) (§ 139a Abs. 3 SGB V).

## Kooperationen
2024 arbeitet das IQWiG mit der Redaktion von „Gesund.bund.de“, einem bundesstaatlich finanzierten Online-Gesundheitsportal, als einer von fünf Partnern zusammen. Kommerzielle Verlage sehen das als wettbewerbsrechtlichen Verstoß, ein Verfahren ist anhängig.